# Walter Rutherford
Walter Mathers Rutherford (ur. 23 września 1857 w Crailing, zm. 15 października 1913 tamże) – brytyjski golfista. 
Zdobywca srebrnego medalu na igrzyskach olimpijskich w Paryżu w 1900 z wynikiem 168 punktów w dwóch rundach (36 dołków).